# 妄信
| ウィキペディアには「妄信」という見出しの百科事典記事はありません（タイトルに「妄信」を含むページの一覧/「妄信」で始まるページの一覧）。 代わりにウィクショナリーのページ「妄信」が役に立つかもしれません。 |